# Еорпвальд (король Східної Англії)
Еорпвальд (давн-англ. Eorpwald, Earpwald, Erpenwald; ? — 627) — король Східної Англії у 624—627 роках. Святий Англії.

## Життєпис
Походив з династії Вуффінгів. Другий син Редвальда, короля Східної Англії та Бретвальда. Дата народження невідома. У 616 році після загибелі свого старшого брата Регенера у війні проти Нортумбрії, став новим спадкоємцем трону.
У 624 році Еорпвальд успадкував владу над Східною Англією. Втім він не зміг зберегти батьківський вплив над усією Британією, обмежившись власне своїм королівством. Першістю над англосаксами Еорпвальд поступився Едвіну, королю Нортумбрії.
У 627 році єпископ Паулін хрестив Едвіна і багатьох жителів Нортумбрії і Ліндсі. Під впливом могутнього сусіда Еорпвальд теж вирішив прийняти християнство. Таким чином, усе східне узбережжя Англії, від Нортумбрії до Кента, опинилося під владою християнських правителів. Однак не всім англам нова релігія припала до душі, і незабаром брат короля, поганин Рікберт організував змову і вбив Еорпвальда.
Церква вважала, що Еорпвальда постраждав за віру (хоча справжня причина вбивства була, швидше за все, політичною) і зарахувала його до лику святих.